# Paragus nasutus
Paragus nasutus är en tvåvingeart som beskrevs av Mario Bezzi 1920. Paragus nasutus ingår i släktet stäppblomflugor, och familjen blomflugor. Inga underarter finns listade i Catalogue of Life.